# درو بریمور
درو بریمور (به انگلیسی: Drew Barrymore) (زاده ۲۲ فوریه ۱۹۷۵ در کالور سیتی، کالیفرنیا) تهیه‌کننده و هنرپیشه آمریکایی مطرح سینمای هالیوود است.

## زندگی‌نامه
وی صاحب شرکت تهیه فیلم با نام فلاور فیلمز است و همراه با بازیگری به تهیه و تولید فیلم اشتغال دارد. وی در اوایل دهه هشتاد و از کودکی با بازی در ئی.تی. موجود فرازمینی که ساخته ی استیون اسپیلبرگ بود به معروفیتی جهانی دست یافت و راه خود را در فیلم‌های پرهزینه و مطرح سینمای هالیوود باز کرد.
اما اعتیاد به مواد مخدر و مشروبات الکلی و رسیدن خبر آن به رسانه‌ها در همان سال‌ها باعث ضربه خوردن به اعتبار بازیگری وی شد. وی همچنین در سال ۱۹۹۵ برای مجله پلی‌بوی در شماره ژانویه ۱۹۹۵ برهنه شد. هم‌اینک وی یکی از ستارگان مطرح سینمای هالیوود است. وی دارای گرایش جنسی، دوجنس‌گرا است.
- میهمان برنامه تلویزیونی آخرشب

## جوایز و افتخارات
- عملکرد فوق‌العاده توسط یک بازیگر زن در یک مینی سریال یا فیلم تلویزیونی / شانزدهمین مراسم جایزه انجمن بازیگران فیلم (۲۰۰۹)
- جایزه انجمن بازیگران فیلم برای بهترین بازیگر نقش زن برای سریال کوتاه یا فیلم تلویزیونی (۲۰۰۹)
- شصت و سومین جوایز امی ساعات پربیننده (۲۰۱۱)
- جایزه گلدن گلوب بهترین بازیگر نقش زن برای سریال کوتاه یا فیلم تلویزیونی (۲۰۰۹)
- نامزد بدترین بازیگر زن در سی و پنجمین مراسم جایزه تمشک طلایی بخاطر بازی در فیلم مخلوط (۲۰۱۵)
- پیاده‌رو شهرت هالیوود

## بخشی از فیلم‌شناسی

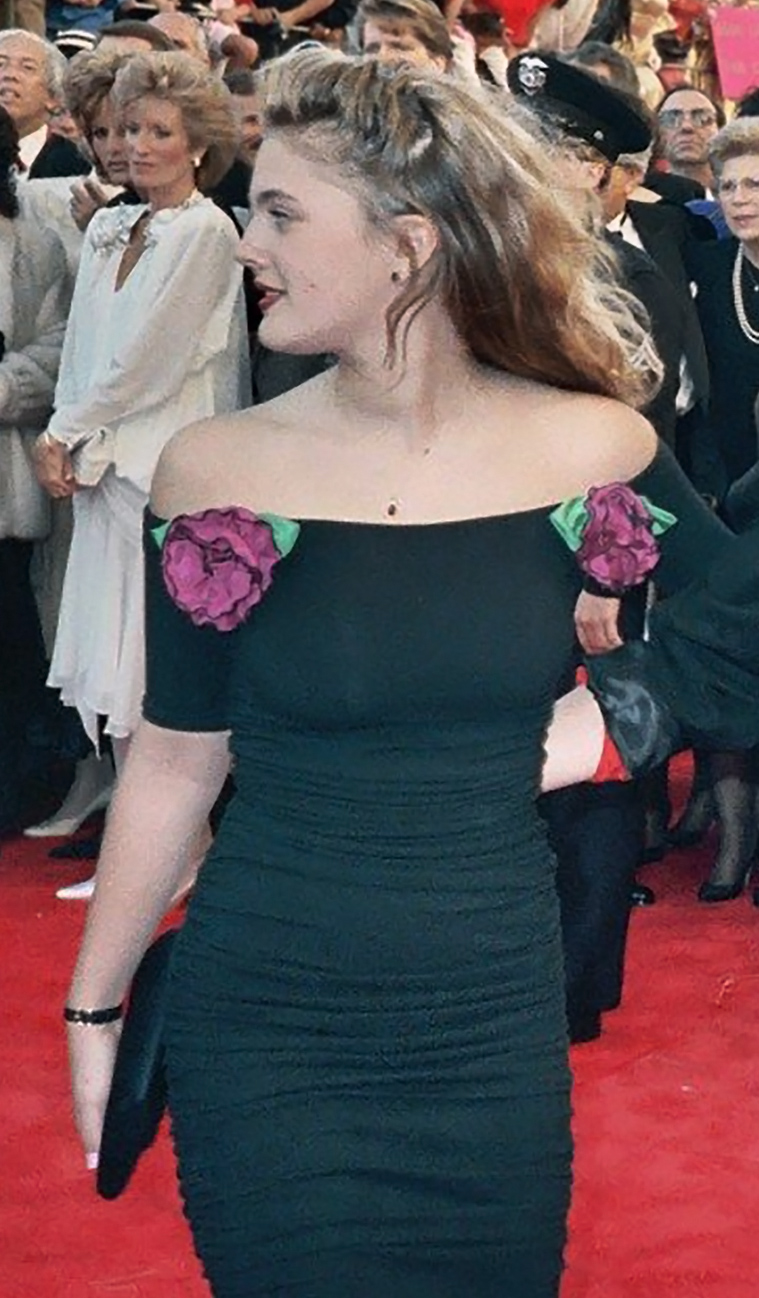
درو بریمور در مراسم اسکار (۱۹۸۹)

| سال  | عنوان                       | نقش                      | توضیحات            |
| ---- | --------------------------- | ------------------------ | ------------------ |
| ۱۹۸۰ | احوال دگرگون‌شده             | Margaret Jessup          |                    |
| ۱۹۸۲ | ای. تی. موجود فرازمینی      | Gertie                   |                    |
| ۱۹۸۴ | آتش‌افروز                    | Charlene "Charlie" McGee |                    |
| ۱۹۸۹ | صبح تو را می‌بینم            |                          |                    |
| ۱۹۸۹ | دور از خانه                 |                          |                    |
| ۱۹۹۱ | موتوراما                    |                          |                    |
| ۱۹۹۲ | دیوانه تفنگ                 |                          |                    |
| ۱۹۹۲ | پیچک سمی                    | Ivy                      |                    |
| ۱۹۹۳ | جایی برای پنهان شدن نیست    |                          |                    |
| ۱۹۹۳ | همزاد                       | Holly Gooding            |                    |
| ۱۹۹۳ | جهان وین ۲                  |                          |                    |
| ۱۹۹۴ | دختران بد                   |                          |                    |
| ۱۹۹۵ | بتمن برای همیشه             | Sugar                    |                    |
| ۱۹۹۵ | عشق دیوانه‌وار               |                          |                    |
| ۱۹۹۵ | بدون پسران زندگی معنا ندارد |                          |                    |
| ۱۹۹۶ | همه می‌گویند دوستت دارم      | Skylar Dandridge         |                    |
| ۱۹۹۶ | جیغ                         | Casey Becker             |                    |
| ۱۹۹۷ | بهترین مردان                | Hope                     |                    |
| ۱۹۹۷ | آرزواندیشی                  |                          |                    |
| ۱۹۹۸ | خواننده عروسی               | Julia Sullivan           |                    |
| ۱۹۹۸ | سیب‌زمینی سرخ‌شده خانگی       | Sally Jackson            |                    |
| ۱۹۹۸ | برای همیشه                  | Danielle de Barbarac     |                    |
| ۱۹۹۹ | هرگز بوسیده نشده            |                          |                    |
| ۲۰۰۰ | فرشتگان چارلی               | Dylan Sanders            |                    |
| ۲۰۰۱ | ماشین‌سواری با پسرها         |                          |                    |
| ۲۰۰۱ | قطعات رد شده                |                          |                    |
| ۲۰۰۱ | فردی انگولک شد              |                          |                    |
| ۲۰۰۱ | دانی دارکو                  | Karen Pomeroy            |                    |
| ۲۰۰۲ | اعترافات یک ذهن خطرناک      | Penny Pacino             |                    |
| ۲۰۰۳ | فرشتگان چارلی ۲             | Dylan Sanders/Helen Zaas |                    |
| ۲۰۰۴ | ۵۰ قرار اول                 | Lucy Whitmore            |                    |
| ۲۰۰۵ | استووی گریفن: داستان ناگفته | Herself                  | Voice فیلم ویدئویی |
| ۲۰۰۵ | تب استقرار                  | Lindsey Meeks            |                    |
| ۲۰۰۹ | با تو حال نمی‌کند            | Mary Harris              |                    |
| ۲۰۰۹ | شلاق بزن                    |                          |                    |
| ۲۰۰۹ | حال همه خوب است             | Rosie Goode              |                    |
| ۲۰۱۲ | معجزه بزرگ                  | Rachel Kramer            |                    |
| ۲۰۱۴ | مخلوط                       | Lauren Reynolds          |                    |
| ۲۰۲۰ | جایگزین                     |                          |                    |

## تهیه‌کننده
- جانوران (۲۰۱۴)
- با تو حال نمی‌کند (۲۰۰۹)